# Hapsidomyces
Hapsidomyces es un género de hongos en la familia Pezizaceae. Es un género monotípico, su única especie es Hapsidomyces venezuelensis.